# 1997년 한국프로야구 포스트시즌
1997년 한국프로야구 포스트시즌은 10월 6일부터 10월 25일까지 열렸다.

## 준 플레이오프
삼성과 쌍방울의 대결이며 삼성은 사상 첫 감독대행 체제로 포스트시즌에 올랐는데 1995년 10월 5일부터 3년 계약을 맺었던 백인천 감독은 취임 첫 해인 1996년 시즌 초 바람을 일으켰으나 투수력 부재 탓인지 6위에 그쳤다.
결국 백인천 감독은 1997년 2월 스프링캠프에서 혹독한 훈련을 실시했고 개막 뒤에는 소위 '부정배트 사건'에 휘말린 데다 6월 22일 대구 LG전에서 LG 알바레즈 코치 간의 빈볼시비로 욕설과 함께 몸싸움이 벌어져 5게임 출장정지를 당했으며 출장정지 기간을 이용해 같은 달 28일 고혈압 증세 때문에 서울로 올라왔고 혈관 내 가벼운 출혈이 발견되자 2주 동안 요양을 했으며 7월 17일 퇴원한 뒤 주치의의 권유와 본인의 희망을 통해 8월 1일 사직 롯데전에서 감독 복귀를 했지만 9월 3일 잠실 LG전 더블헤더 1차전 후 사인을 어긴 투수 전병호를 구타한 후 구단의 조치로 지휘권을 놓게 됐으며 조창수 코치가 감독대행을 맡았다.  
한편, 쌍방울은 주포 김기태가 시즌 막판 당한 손바닥 부상의 후유증으로 자기 역할을 하지 못해 2차전만 이겼을 뿐 2패를 당했다. 

### 1차전
- 10월 6일 - 전주종합경기장 야구장
- 중계: MBC TV

| 팀                                                                               | 1 | 2 | 3 | 4 | 5 | 6 | 7 | 8 | 9 | R | H | E |
| 삼성 라이온즈                                                                    | 0 | 1 | 1 | 1 | 0 | 0 | 2 | 0 | 0 | 5 | - | - |
| 쌍방울 레이더스                                                                  | 0 | 0 | 2 | 0 | 0 | 0 | 0 | 1 | 1 | 4 | - | - |
| 승리 투수: 김상엽 패전 투수: 김현욱 세이브: 박동희 홈런: 삼성 – 신동주 (7회 2점) |   |   |   |   |   |   |   |   |   |   |   |   |

### 2차전
- 10월 7일 - 대구시민운동장 야구장
- 중계: KBS 2TV

| 팀 | 1 | 2 | 3 | 4 | 5 | 6 | 7 | 8 | 9 | R | H | E |
| 쌍방울 레이더스                                                                                          | 1 | 0 | 0 | 1 | 1 | 0 | 0 | 0 | 0 | 3 | - | - |
| 삼성 라이온즈                                                                                            | 0 | 0 | 0 | 0 | 0 | 0 | 1 | 0 | 0 | 1 | - | - |
| 승리 투수: 성영재 패전 투수: 김태한 세이브: 최정환 홈런: 쌍방울 – 조원우(1회 1점) 삼성 – 신동주(7회 1점) |   |   |   |   |   |   |   |   |   |   |   |   |

### 3차전
- 10월 9일 - 전주종합경기장 야구장
- 중계: SBS TV

| 팀                                                 | 1 | 2 | 3 | 4 | 5 | 6 | 7 | 8 | 9 | R | H | E |
| 삼성 라이온즈                                      | 0 | 0 | 0 | 1 | 0 | 0 | 3 | 0 | 0 | 4 | - | - |
| 쌍방울 레이더스                                    | 0 | 0 | 2 | 0 | 0 | 0 | 1 | 0 | 0 | 3 | - | - |
| 승리 투수: 김상엽 패전 투수: 김현욱 세이브: 전병호 |   |   |   |   |   |   |   |   |   |   |   |   |

## 플레이오프
삼성과 LG가 4년 만에 PO에서 격돌했고 삼성은 홈게임으로 벌어진 3~4차전을 이겼으나 원정게임으로 벌어진 1~2,5차전에서 패해 한국시리즈 진출이 좌절됐는데 주전 1루수 이승엽이 준플레이오프 3차전에서 7회말 2사 후 쌍방울 심성보의 타구를 잡기 위해 몸을 날리려다 당한 어깨 부상의 후유증에서 벗어나지 못한 것이 컸다.

### 1차전
- 10월 11일 - 서울종합운동장 야구장
- 중계: KBS 2TV

| 팀 | 1 | 2 | 3 | 4 | 5 | 6 | 7 | 8 | 9 | R  | H | E |
| 삼성 라이온즈 | 0 | 0 | 0 | 3 | 0 | 0 | 1 | 0 | 1 | 5  | - | - |
| LG 트윈스 | 0 | 1 | 0 | 4 | 1 | 0 | 5 | 0 | X | 11 | - | - |
| 승리 투수: 차명석 패전 투수: 성준 홈런: 삼성 – 김한수(4회 3점), 류중일(7회 1점), 이만수(9회 1점) LG – 유지현(4회 4점), 김동수(5회 1점) |   |   |   |   |   |   |   |   |   |    |   |   |

### 2차전
- 10월 12일 - 서울종합운동장 야구장
- 중계: SBS TV, KBS 제2라디오, MBC 표준FM

| 팀                                                               | 1 | 2 | 3 | 4 | 5 | 6 | 7 | 8 | 9  | R | H | E |
| 삼성 라이온즈                                                    | 0 | 1 | 0 | 0 | 0 | 0 | 0 | 4 | 0  | 5 | - | - |
| LG 트윈스                                                        | 0 | 0 | 2 | 1 | 0 | 1 | 0 | 0 | 2x | 6 | - | - |
| 승리 투수: 이상훈 패전 투수: 박동희 홈런: 삼성 – 신동주(8회 3점) |   |   |   |   |   |   |   |   |    |   |   |   |

### 3차전
- 10월 14일 - 대구시민운동장 야구장
- 중계: MBC TV, KBS 제2라디오

| 팀 | 1 | 2 | 3 | 4 | 5 | 6 | 7 | 8 | 9 | R | H | E |
| LG 트윈스 | 0 | 1 | 0 | 0 | 0 | 0 | 0 | 3 | 0 | 4 | - | - |
| 삼성 라이온즈 | 2 | 0 | 1 | 2 | 0 | 0 | 0 | 1 | X | 6 | - | - |
| 승리 투수: 김상엽 패전 투수: 손혁 세이브: 변대수 홈런: LG – 신국환(2회 1점), 김동수(8회 2점) 삼성 – 최익성(3회 1점) |   |   |   |   |   |   |   |   |   |   |   |   |

### 4차전
- 10월 15일 - 대구시민운동장 야구장
- 중계: KBS 1TV[12]

| 팀                                                                                | 1 | 2 | 3 | 4 | 5 | 6 | 7 | 8 | 9 | R | H | E |
| LG 트윈스                                                                         | 0 | 0 | 0 | 0 | 0 | 3 | 1 | 0 | 0 | 4 | - | - |
| 삼성 라이온즈                                                                     | 1 | 0 | 0 | 2 | 0 | 0 | 3 | 0 | X | 6 | - | - |
| 승리 투수: 김태한 패전 투수: 이상훈 홈런: 삼성 – 이승엽(1회 1점), 최익성(7회 2점) |   |   |   |   |   |   |   |   |   |   |   |   |

### 5차전
- 10월 17일 - 서울종합운동장 야구장
- 중계: SBS TV, KBS 제2라디오

| 팀                                                               | 1 | 2 | 3 | 4 | 5 | 6 | 7 | 8 | 9 | R | H | E |
| 삼성 라이온즈                                                    | 2 | 0 | 0 | 0 | 0 | 0 | 0 | 0 | 0 | 2 | - | - |
| LG 트윈스                                                        | 0 | 0 | 0 | 0 | 0 | 6 | 1 | 0 | X | 7 | - | - |
| 승리 투수: 이상훈 패전 투수: 전병호 홈런: 삼성 – 최익성(1회 1점) |   |   |   |   |   |   |   |   |   |   |   |   |

## 한국시리즈
LG는 한국시리즈에서 해태에게 1승 4패로 패하면서 1990년 구단 창단 이후 첫 한국시리즈 패배를 당했다.

## 같이 보기
- 1997년 한국프로야구